# Les Paladins (opéra)
Les Paladins est une comédie lyrique en trois actes de Jean-Philippe Rameau, composée sur un livret de Pierre-Jacques Duplat de Monticourt. C'est aussi la dernière œuvre lyrique qui ait été représentée du vivant du compositeur.
La pièce comporte trois actes. Elle a été créée à l'Académie royale de musique le 12 février 1760.

## Argument
L'action se déroule dans un vieux château en Vénétie, près d'un bois, au Moyen Âge.

### Acte I
Argie, une belle jeune femme, aime le paladin Atis mais vit emprisonnée avec Nérine, sa suivante sous la garde d'Orcan, un gardien piteux : elle est ainsi recluse sur ordre de son tuteur Anselme, un vieux sénateur qui a le projet de l'épouser.
Atis et ses compagnons paladins parviennent à s'introduire dans le château déguisés en pèlerins. La fée Manto lui a accordé un pouvoir magique, quand il parle apparaissent de l'or, des bijoux et des pierreries. Les faux pèlerins forcent Orcan à se joindre à leur troupe. Arrive Anselme, à cette annonce toute la troupe de disperse.

## Discographie
- La Grande Écurie et la Chambre du Roy, dir. Jean-Claude Malgoire (2CD Pierre Verany, 1990)